# Petra Kelly

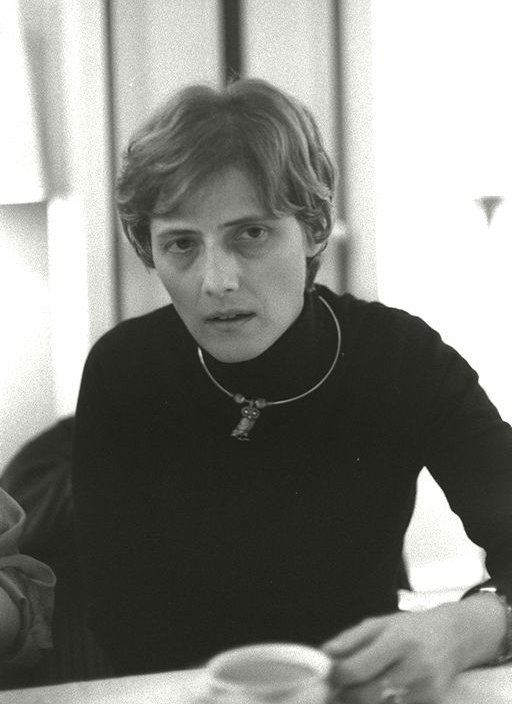
Petra Kelly 1987 im Deutschen Bundestag

Petra Karin Kelly (* 29. November 1947 als Petra Karin Lehmann in Günzburg; † vermutlich 1. Oktober 1992 in Bonn) war eine deutsche Politikerin (Die Grünen) und international bekannte Friedens-, Umwelt- und Menschenrechtsaktivistin. Sie war Gründungsmitglied der Partei Die Grünen und von 1983 bis 1990 Abgeordnete im Deutschen Bundestag.

## Kindheit, Jugend und Ausbildung
Petra Lehmann wurde in Günzburg als einzige Tochter von Margarete Marianne Birle und Richard Siegfried Lehmann geboren. Der Vater verließ die Familie, als sie sieben Jahre alt war. Nach eigenen Angaben wurde sie „aufgrund vieler Nierenoperationen über Jahre hinweg“ „seit dem siebten Lebensjahr sehr häufig geröntgt“. Da die Mutter ganztags arbeitete, wurde Lehmann vor allem von der Großmutter aufgezogen. Mit zwölf Jahren hatte sie die Vorstellung, eine „engagierte Nonne in der Dritten Welt“ werden zu wollen. Infolge der Heirat ihrer Mutter mit dem in Würzburg stationierten US-Offizier John Edward Kelly änderte sich ihr Familienname in Kelly. Im Mai 1959 wurde die Schwester Grace Patricia geboren. Ende 1959 übersiedelte die Familie in die USA, 1960 kam der Bruder John Lee zur Welt.
Die Familie lebte in Columbus, Georgia, wo Petra Kelly die Baker High School besuchte, und in Hampton, Virginia, wo sie die Hampton High School besuchte. 1966 machte sie dort ihren Schulabschluss mit Auszeichnung als beste Schülerin und begann anschließend ihr Studium der politischen Wissenschaften und Weltpolitik an der American University in Washington, D.C. Wenige Monate später erkrankte ihre Schwester an Krebs, worauf ihre Eltern mit den beiden Geschwistern zurück nach Deutschland zogen, um Grace am Universitätsklinikum Heidelberg behandeln zu lassen. Sie starb am 17. Februar 1970.
Während ihres Studiums in Washington war Petra Kelly Mitglied im Studentenrat, organisierte politische Seminare und Vorträge und nahm an Demonstrationen gegen den Vietnamkrieg und die Rassendiskriminierung teil. Sie lernte dabei die politische Kultur der US-amerikanischen Gesellschaft und den gewaltfreien Protest der US-amerikanischen Bürgerrechtsbewegung kennen. Ihre Vorbilder waren unter anderem Mahatma Gandhi und Martin Luther King. Sie beschäftigte sich mit weiblichen Persönlichkeiten wie Rosa Luxemburg, George Sand, Emma Goldman und Helen Keller und entwickelte ein „feministisches Bewusstsein“. Ihr Eintritt in die praktische Politik erfolgte mit dem US-Präsidentschaftswahlkampf 1968, in dem sie sich für Senator Robert F. Kennedy und nach dessen Ermordung für Vizepräsident Hubert H. Humphrey engagierte.
Petra Kelly schloss ihr Studium in Washington mit dem Bachelor of Arts ab, ausgezeichnet als „beste ausländische Studentin“ („Most Outstanding Foreign Women Student“). Im Herbst 1970 kehrte sie nach Europa zurück und erwarb im Jahr 1971 an der Universiteit van Amsterdam den Master of Arts in Politischen Wissenschaften und Europäischer Integration. Gleichzeitig arbeitete sie als Forschungs-Assistentin am Europa-Institut.

## Weiterer Werdegang – politisches und zivilgesellschaftliches Engagement

### 1970er Jahre
Petra Kellys berufliche Laufbahn begann im Herbst 1971 bei der EG-Verwaltung in Brüssel. Im Jahr 1973 wurde sie Verwaltungsreferendarin im Wirtschafts- und Sozialausschuss, später Verwaltungsrätin im Sekretariat der Fachgruppen Sozialfragen, Umweltschutz, Gesundheitswesen und Verbrauch. Sie war bis 1982 für die Europäische Kommission in Brüssel tätig und arbeitete an etwa 150 Stellungnahmen für den Rat und die Kommission der Europäischen Gemeinschaft mit.
Inspiriert durch Willy Brandt und seine neue Ostpolitik trat Kelly im Jahr 1972 in die SPD ein. Im gleichen Jahr wurde sie aktives Mitglied im Bundesverband Bürgerinitiativen Umweltschutz (BBU) und Mitarbeiterin des BBU-Umweltmagazins. Sie übernahm die Aufgabe, internationale Kontakte herzustellen und wurde 1979 in den Bundesvorstand des Verbands gewählt.
Ein Jahr zuvor, 1978, „verlor“ sie, wie sie im Jahr 1982 mitteilte, „aus medizinischen Gründen“ ein Kind in der 6. Schwangerschaftswoche. Sie sagte außerdem: „Dass es an den Röntgenaufnahmen lag, kann ich niemals beweisen“ und fragte sich: „Doch wenn sie schon bei einem Fötus irren – wie steht es dann mit der gesamten Atomindustrie?“.
Mit weiteren im BBU Aktiven wurde sie Redaktionsmitglied der von den Jungen Europäischen Föderalisten (JEF) herausgegebenen Zeitschrift Forum Europa, in deren Umfeld sich ein wichtiges Netzwerk für die künftigen Grünen entwickelte. Sie engagierte sich in zahlreichen Gremien wie der Deutschen Friedensgesellschaft – Vereinigte Kriegsdienstgegner e. V., der „Union Syndicale“ in Brüssel, der Humanistischen Union und der „Bildungs- und Begegnungsstätte für gewaltfreie Aktion“ in Lüchow-Dannenberg. Ferner unterstützte sie gewaltfreie Frauen-, Ökologie- und Friedensbewegungen in Europa, den USA, Japan und Australien.
Kelly war der Ansicht, dass Bundeskanzler Helmut Schmidt die SPD von den Prinzipien Willy Brandts wegführte, und weigerte sich, seine Zustimmung zur Stationierung amerikanischer Pershing-Raketen in der BRD mitzutragen. Im Jahre 1979 erklärte sie in einem Offenen Brief an Helmut Schmidt ihren Austritt aus der SPD als „Frage des Gewissens“: „Die Sozialdemokratische Partei und Sie … sind dem sich aufdrängenden Zusammenhang zwischen Umweltbelastungen und Gesundheitsgefährdungen nicht gerecht geworden“. Sie kündigte eine „neue Form der politischen Vertretung“ an, „wo nicht nur der Lebensschutz und der Frieden endlich Priorität erhalten werden, wo aber auch der Grundsatz von der Gleichberechtigung zwischen Männern und Frauen echt praktiziert wird.“
Als anerkannte und über die deutschen Grenzen hinaus bekannte Vertreterin der Anti-Atomkraft-Bewegung wurde sie zur Spitzenkandidatin der Sonstigen Politischen Vereinigung (SPV) „Die Grünen“ für die Europawahl 1979  – sie teilte sich diese Position gemäß Rotationsprinzip mit Herbert Gruhl.

### 1980er Jahre

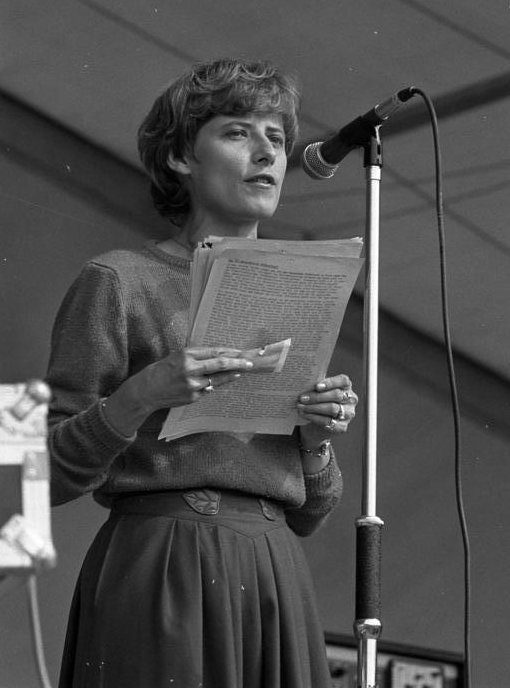
Künstler aus der Bundesrepublik und anderen westeuropäischen Ländern, den USA, Afrika und Lateinamerika unterstützten am 11. September 1982 bei der Veranstaltung Künstler für den Frieden in Bochum den Krefelder Appell; Petra Kelly vertrat die Krefelder Initiative.

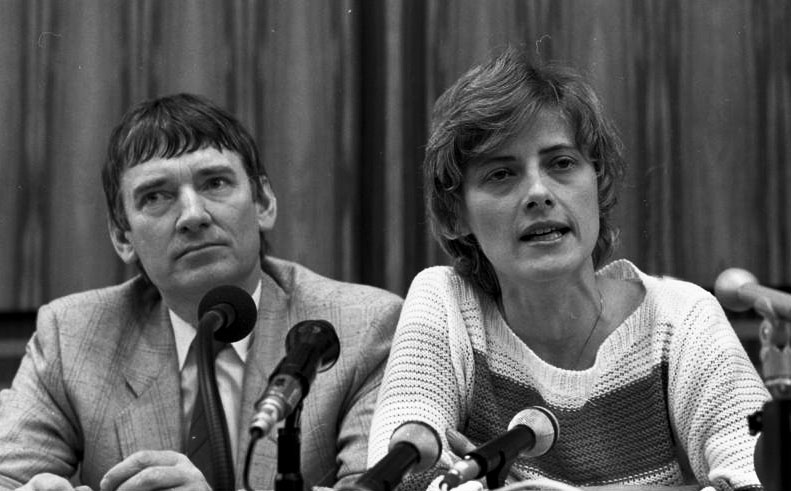
Petra Kelly mit Otto Schily auf einer Pressekonferenz nach der Bundestagswahl 1983

Petra Kelly gehörte 1980 zu den Gründungsmitgliedern der Partei Die Grünen, wurde im März 1980 in deren Bundesvorstand und neben August Haußleiter und Norbert Mann zur Bundesvorstandssprecherin gewählt. In den Anfangsjahren der Partei war Kelly eines ihrer prominentesten Mitglieder. Auf dem Parteitag in Offenbach 1981 erfolgte ihre Wiederwahl in den Parteivorstand. In diesem Jahr beteiligte sie sich an der Friedensdemonstration im Bonner Hofgarten gegen atomare Aufrüstung.
Zu dem von Kelly mit Jo Leinen herausgegebene Buch Prinzip Leben, in dem ökologische Probleme und ein potentieller Atomkrieg diskutiert werden, schrieb Gerhard Schröder 1982 einen Beitrag in Die Zeit. Bei den bayerischen Landtagswahlen trat Kelly als Spitzenkandidatin an, die Grünen scheiterten aber mit 4,6 Prozent an der Fünf-Prozent-Hürde. Auf dem Parteitag im November 1982 verzichtete sie wegen des Rotations-Prinzips auf eine erneute Kandidatur für das Sprecheramt im Bundesparteivorstand.
Im Jahre 1983 zogen die Grünen erstmals in den Deutschen Bundestag ein, Petra Kelly erhielt ein Mandat über die bayerische Landesliste. Sie wurde erste Fraktionssprecherin neben Otto Schily und Marieluise Beck-Oberdorf und Mitglied des Auswärtigen Ausschusses sowie der Unterausschüsse für Abrüstung und Rüstungskontrolle und für Fragen der Europäischen Gemeinschaft. Ferner vertrat sie die Grünen in der Parlamentarischen Versammlung des Europarats und der Westeuropäischen Union. Schwerpunkte ihrer Arbeit im Bundestag und in der Fraktion Die Grünen waren Friedenspolitik und Menschenrechte. Petra Kelly arbeitete auch als Bundestagsabgeordnete weiterhin eng mit außerparlamentarischen Gruppen, insbesondere mit internationalen Friedens- und Menschenrechtsorganisationen zusammen und unterstützte Oppositionsgruppen in den sozialistischen Ländern Osteuropas. Sie besuchte beispielsweise Dissidenten in der DDR und versorgte sie heimlich mit dort schwer zu beschaffenden Materialien wie Schreibmaschinen und Literatur und förderte so die politische Bedeutung und die Wirkungsmöglichkeiten der DDR-Bürgerrechtsbewegung.
Am 4. Mai 1983 führte sie zusammen mit der Abgeordneten Gabriele Gottwald im Bundestag anlässlich einer Regierungserklärung von Bundeskanzler Helmut Kohl eine Protestaktion durch. Dabei wurde Kohl mitverantwortlich für den Tod des wenige Tage zuvor in Nicaragua von Contras ermordeten deutschen Arztes Albrecht Pflaum gemacht. Am 12. Mai entrollten Kelly, Gert Bastian und drei weitere Bundestagsabgeordnete der Grünen vor der Weltzeituhr auf dem Alexanderplatz in Berlin-Ost ein Transparent mit der Aufschrift „Die Grünen – Schwerter zu Pflugscharen“ und trafen sich nach ihrer vorübergehenden Festnahme mit DDR-Oppositionellen. Dies duldeten die DDR-Behörden, weil die westdeutschen Grünen den NATO-Doppelbeschluss ablehnten. Im Oktober 1983 empfing Staatsratschef Erich Honecker Petra Kelly, Gert Bastian und weitere Grüne zu einem Gespräch. Kelly trug einen Pullover, auf dem „Schwerter zu Pflugscharen“ gedruckt stand. Sie forderte die Freilassung aller „Verhafteten der DDR-Friedensbewegung“ und fragte Honecker, warum er in der DDR verbiete, was er im Westen unterstütze. Im September 1983 nahm Kelly an der Sitzblockade des Raketenstützpunktes auf der Mutlanger Heide teil.
Ab 1984 setzte sie sich im Bundestag für Tibet ein. Mit einer Kleinen Anfrage, die sie 1985 zusammen mit ihrem Fraktionskollegen Herbert Rusche einbrachte, sorgte sie dafür, dass die menschenrechtliche und völkerrechtliche Situation in Tibet zum ersten Mal im Deutschen Bundestag erwähnt wurde. Eine Reihe weiterer Anfragen, mehrere Anhörungen, Dialoge und Schriftwechsel mit chinesischen und deutschen Regierungsvertretern sowie Kontakte zur tibetischen Exilregierung und dem Dalai Lama folgten. Im März 1987 gelang es ihr, erstmals die Stimmen aller Bundestagsfraktionen für einen Antrag gegen die Menschenrechtsverletzungen in Tibet zu gewinnen.
Im Jahr 1985 widersetzte sich Petra Kelly zusammen mit Gert Bastian dem Rotationsprinzip und blieb auf Beschluss der Fraktion stellvertretendes Mitglied im Auswärtigen Ausschuss. Im Jahr 1986 setzte sie sich mit Antje Vollmer und Christa Nickels besonders für den Schutz von ungeborenen Leben ein und ließ in das Wahlprogramm der Grünen folgenden Satz einfügen: „Wir erkennen an, dass ungeborenes Leben schützenswert ist.“
Mit der Bundestagswahl 1987 erhielt Petra Kelly ein erneutes Bundestagsmandat. Im Februar 1987 nahm sie am Moskauer Friedensforum teil und traf dort mit Andrej Sacharow und Michail Gorbatschow zusammen. 1989 gründete sie unter anderem mit Theodor Ebert in Minden den Bund für Soziale Verteidigung und war zugleich Gründungsvorsitzende. Zu diesem Zeitpunkt war ihr Einfluss innerhalb ihrer Partei bereits erheblich geschwunden. Am 25. Oktober 1989, noch vor dem Mauerfall, reiste sie nach Ost-Berlin, um der Opposition in der DDR zu danken: „Diese Gewaltlosigkeit wird in die Geschichte eingehen!“

### 1990er Jahre
Vor der Bundestagswahl 1990 bemühte sich Petra Kelly erfolglos um eine weitere Kandidatur und schied mit Ende der Legislaturperiode am 20. Dezember 1990 aus dem Bundestag aus. In einem offenen Brief schrieb sie über „Selbstzerfleischung und fruchtlose, die politischen Aktivitäten lähmende Flügelkämpfe“ der Grünen und forderte die Partei auf, „zu den authentischen grünen Prioritäten in allen Politikbereichen“ zurückzufinden. 1991 kandidierte sie für das Amt der Vorstandssprecherin der Grünen, erhielt aber nur rund 30 Stimmen.
Zusammen mit ihrem Lebenspartner, politischen Freund und Fraktionskollegen Gert Bastian unterhielt sie weiterhin internationale Kontakte zu Friedens- und Emanzipationsbewegungen. Im Jahr 1990 war sie Mitherausgeberin der Schrift Tibet klagt an. Zur Lage in einem besetzten Land. Ab 1991 setzte sie sich für die Belange indigener Minderheiten in Australien und Amerika ein. Im Jahr 1992 moderierte sie die Umweltsendereihe Fünf vor Zwölf bei Sat.1.

## Tod

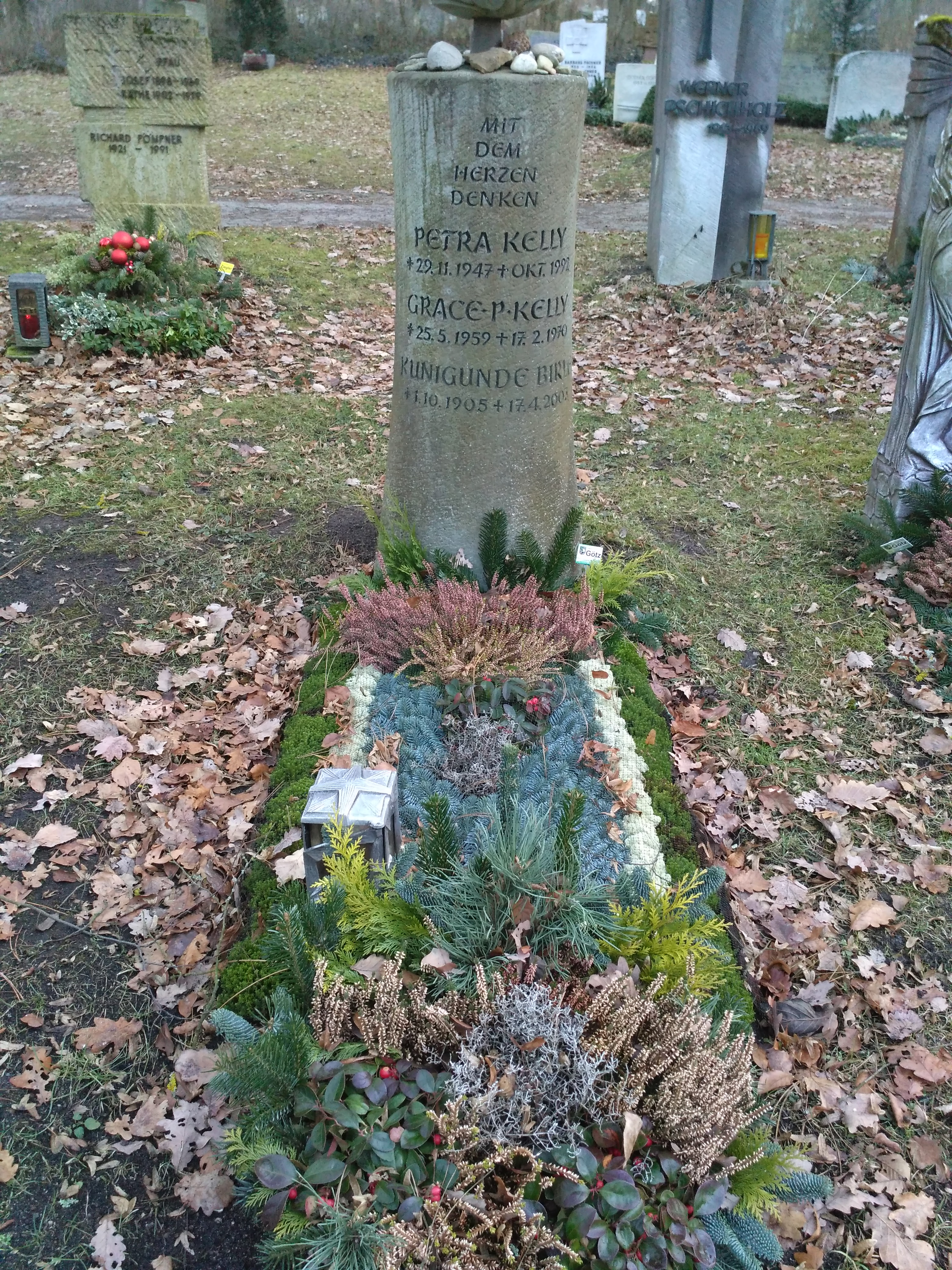
Grab von Petra Kelly auf dem Waldfriedhof bei Würzburg (Februar 2017)

Nach dem Ausscheiden aus dem Bundestag lebte Kelly mit ihrem Lebensgefährten Gert Bastian zurückgezogen in ihrem Haus im Bonner Stadtteil Tannenbusch. Sie war schwer krank und litt unter Bedrohungsängsten (u. a. nach erhaltenen Drohbriefen). Sie stand bei der Polizei auf der Liste gefährdeter Persönlichkeiten, lehnte jedoch Personenschutz ab. Laut Polizeibericht soll Kelly unter nicht völlig geklärten Umständen von Bastian mit dessen Pistole vom Typ Derringer im Schlaf getötet worden sein. Demnach soll Bastian anschließend auch seinem Leben ein Ende gesetzt haben, wobei laut einem Bericht des Magazins Der Spiegel die Waffe von oben auf eine Stelle kurz oberhalb der Stirn gerichtet war. Die Leichen wurden am 19. Oktober 1992 aufgefunden – erst mehr als zwei Wochen nach der Tat. Der genaue Zeitpunkt konnte daher nicht mit Sicherheit festgestellt werden; als Todeszeitpunkt wird die Nacht zum 1. Oktober 1992 angenommen.
Der ehemalige Beamte und Psychologe beim Bundeskriminalamt Michael Baurmann und die Historikerin Jennifer Schevardo untersuchten 20 Jahre später noch einmal die Todesumstände. Sie fanden keine Hinweise auf eine Beteiligung Dritter. Ihre Untersuchungen wurden im Jahr 2012 in einer Dokumentation verfilmt, die im Jahr 2014 ausgestrahlt wurde.
Im Jahr 2022 äußerte sich Till Bastian, der Sohn von Gert Bastian, in einem Interview auch zu den Umständen kurz vor dem Tod seines Vaters und von Petra Kelly. Er sagte, sein Vater habe durch die schwere Erkrankung von Petra Kelly unter großem Druck gestanden, da sie nichts mehr selbst erledigen konnte. Auch sein Vater sei schwer krank gewesen und möglicherweise habe er einen Herzinfarkt erlitten, der ihn in massive Todesangst versetzt habe. In diesem Zusammenhang habe er vielleicht zur Pistole gegriffen und die tödlichen Schüsse abgegeben.
2024 befasste sich die Regisseurin Doris Metz anlässlich der von ihr gedrehten Dokumentation Petra Kelly – ACT NOW! intensiv mit den Todesumständen und benannte Indizien einer naheliegenden Motivlage für den Mord an Kelly: Demzufolge soll Gert Bastian Kelly kurz vor der Veröffentlichung seiner Stasi-Akten erschossen haben, die er nicht mehr verhindern konnte.
Petra Kelly wurde 44 Jahre alt. Sie ist auf dem Waldfriedhof im Würzburger Stadtteil Heidingsfeld beigesetzt.

## Veröffentlichungen
- 1982: mit Jo Leinen (Hrsg.): Prinzip Leben. Ökopax, die neue Kraft. (160 S.) Verlag Olle und Wolter, Berlin 1982, ISBN 3-88395-711-9.
- 1982: mit Manfred Coppik (Hrsg.): Wohin denn wir? Texte aus der Bewegung. Oberbaumverlag, Berlin 1982, ISBN 3-87628-198-9.
- 1983: Um Hoffnung kämpfen! Gewaltfrei in eine grüne Zukunft. Lamuv-Verlag, Bornheim-Merten 1983, ISBN 3-921521-95-5.
- 1983: (Hrsg.): Lasst uns die Kraniche suchen. Hiroshima: Analysen, Berichte, Gedanken. Werkhaus-Verlag, München 1983, ISBN 3-924228-01-9.
- 1986: (Hrsg.): Viel Liebe gegen Schmerzen. Krebs bei Kindern. Rowohlt, Reinbek 1986, ISBN 3-499-15912-0.
- 1988: mit Gert Bastian (Hrsg.): Tibet: ein vergewaltigtes Land. Berichte vom Dach der Welt. Rowohlt, Reinbek 1988, ISBN 3-499-12474-2.
- 1990: Mit dem Herzen denken. Texte für eine glaubwürdige Politik. Beck, München 1990, ISBN 3-406-33152-1.
- 1990: (Hrsg.): Tibet klagt an. Zur Lage in einem besetzten Land. Hammer, Wuppertal 1990, ISBN 3-87294-426-6.
- 1994: mit Joseph Beuys: Diese Nacht, in die die Menschen … FIU-Verlag, Wangen 1994, ISBN 3-928780-07-7.
- 1997: Lebe, als müßtest Du heute sterben. Texte und Interviews. Zebulon-Verlag, Düsseldorf 1997, ISBN 3-928679-29-5.

## Stiftungen
Nachdem 1970 ihre Halbschwester Grace P. Kelly im Alter von zehn Jahren an Krebs gestorben war, gründete Petra Kelly im Jahr 1973 zusammen mit Bekannten, Freunden, betroffenen Eltern und Ärzten die Grace P. Kelly Vereinigung e. V. Die Vereinigung entwirft in Form einer Bürgerinitiative ein psychosoziales Betreuungsmodell für krebs- und chronisch kranke Kinder und fördert aus Spendenaufkommen weitere Projekte dieser Art.
Im Jahr 1997 entstand die Petra-Kelly-Stiftung, ein den Grünen nahestehendes, bayerisches Bildungswerk für Demokratie und Ökologie innerhalb der Heinrich-Böll-Stiftung.

## Ehrungen

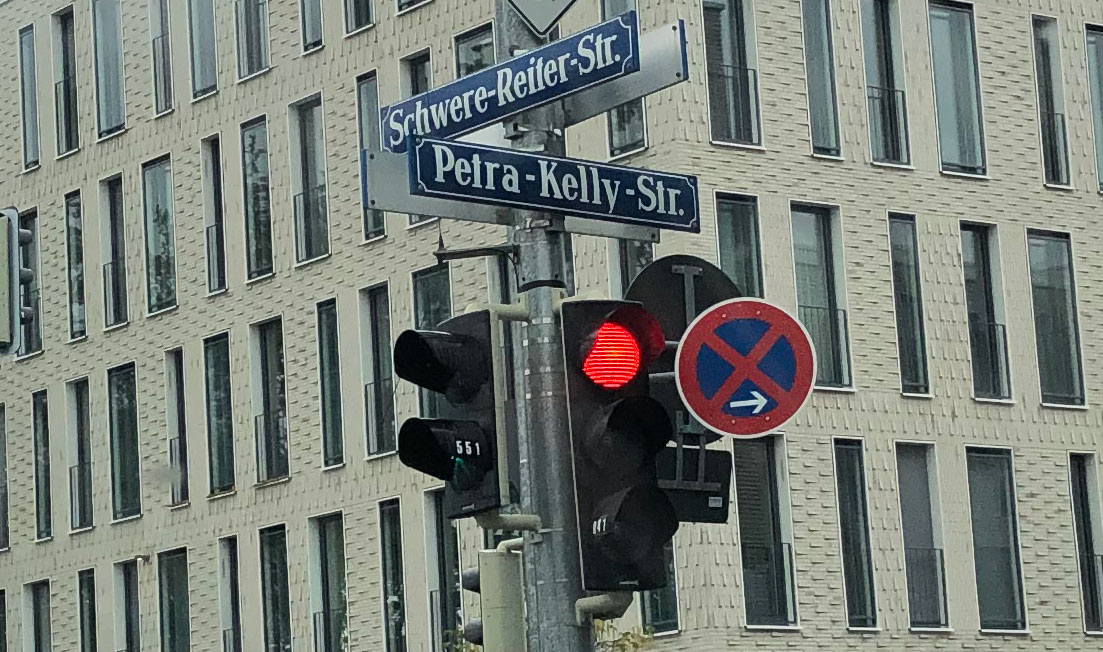
Die Petra-Kelly-Straße in München-Schwabing

- Im Jahr 1982 wurde sie wegen ihres Einsatzes für Frieden und Ökologie, Abrüstung, soziale Gerechtigkeit und Menschenrechte mit dem Right Livelihood Award (oft auch „Alternativer Nobelpreis“ genannt) ausgezeichnet.
- Im Jahr 1983 wurde ihr der Preis „Frau des Jahres“ durch die Frauenorganisation „Women Strike for Peace“ verliehen.[2]
- Die Heinrich-Böll-Stiftung verleiht in ihrem Andenken den Petra-Kelly-Preis.
- In Barcelona befindet sich im Park „Viver dels Tres Pins“ auf dem Montjuïc der im Jahr 1993 Petra Kelly gewidmete Jardí Petra Kelly mit einer Skulptur der Künstlerin Olga Ricart. Die Skulptur ist recht klein und zeigt einen jungen Frauenkörper, der sich an eine ovale Form schmiegt. Die Haare verdecken das Gesicht. Die Skulptur trägt die folgende katalanische Inschrift:

«No hi ha un camí vers la pau / La pau és l’únic camí / Petra Kelly / Dia de la Terra 1993»

„Es gibt keinen Weg zum Frieden / Der Friede ist der einzige Weg / Petra Kelly / Tag der Erde 1993“

- Ebenso wurden Straßen und Plätze nach Petra Kelly benannt: Im Jahr 2006 wurde die Straße Klingenthal im Stadtteil Vahrenheide von Hannover in Petra-Kelly-Straße umbenannt.[25] Im April 2006 wurde in Bonn ein im ehemaligen Regierungsviertel (heute Bundesviertel) liegendes Teilstück der Franz-Josef-Strauß-Allee in Petra-Kelly-Allee umbenannt.[26] In der an Madrid angrenzenden Stadt Leganés trägt eine Straße[27] und seit Juli 2011 im Nürnberger Stadtteil Gostenhof ein Platz[28][29] ihren Namen. Im November 2011 beschloss der Stadtrat von München, im Stadtteil Schwabing eine Straße nach Petra Kelly zu benennen.[30] Im Kölner Stadtteil Junkersdorf begrenzt der Petra-Kelly-Weg zwei Seiten einer Neubausiedlung. In Erlangen verbindet der Petra-Kelly-Weg die Willy-Brandt-Straße mit der Ludwig-Erhardt-Straße.
- 2002: Light of Truth Award (posthum)

## TV-Verfilmung
- Andreas Kleinert (Regie), Wolfgang Menge (Buch): Kelly/Bastian – Geschichte einer Hoffnung. 2001.[32]
- Thomas Imbach (Regie): Happiness Is a Warm Gun. 2001.[33]
- Geheimakte Geschichte (2), Die Mordakte Kelly und Bastian, Dreiteiliger Film von Heike Nelsen-Minkenberg und Tom Müller

## Kinofilm
- Doris Metz (Regie), Birgit Schulz (Produzentin): Petra Kelly – ACT NOW! 2024